# Samuel J. Friedman Theatre

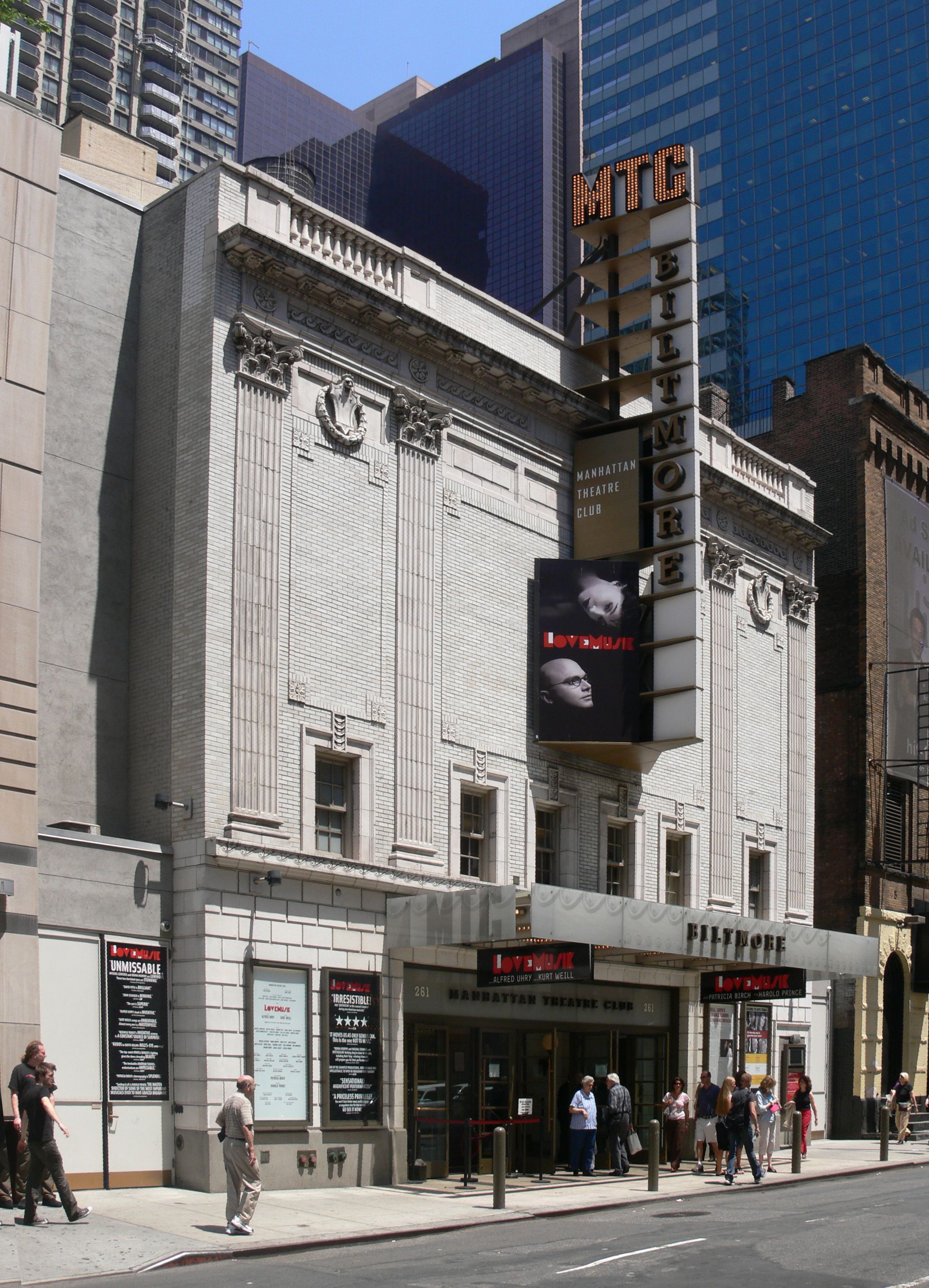
Biltmore Theatre

Das Samuel J. Friedman Theatre (vormals Biltmore Theatre) ist ein Theater in Manhattan, New York City.
Das Theater befindet sich an der 261 West 47th Street. Es wurde von dem Architekten Herbert J. Krapp gestaltet und eröffnete am 7. Dezember 1925. Im Theater sind 950 Sitzplätze.
In den 1930ern wurde das Theater von dem Federal Theatre’s Living Newspaper Project genutzt. Von 1952 bis 1961 pachtete der US-amerikanische Fernsehsender CBS das Gebäude als Radio- und Fernsehstudio. 1968 fand im Theater die Uraufführung des Musicals Hair statt. 1987 wurde das Gebäude von einem Großbrand beschädigt, der die Inneneinrichtung zerstörte. In den folgenden Jahren stand das Theatergebäude leer. Mehrere Eigentümerwechsel erfolgten zwischen 1987 und 2001. Das Gebäude wurde schließlich in die Liste der New York City Landmarks aufgenommen und 2001 vom Manhattan Theatre Club übernommen und renoviert. 2008 wurde das Biltmore Theatre umbenannt. Der neue Name ehrt den Broadway-Publizisten Samuel J. Friedman.

## Produktionen (Auswahl)
- 1928 Pleasure Man[2]
- 1940: My Sister Eileen
- 1946: No Exit
- 1947: The Heiress
- 1951: Billy Budd (mit Lee Marvins Bühnendebüt)
- 1961: Take Her, She’s Mine
- 1963: Barefoot in the Park
- 1968: Loot; Staircase; Hair
- 1976: The Robber Bridegroom
- 1977: Hair (Musical-Revival)
- 1978: The Effect of Gamma Rays on Man-in-the-Moon Marigolds
- 1980: Nuts
- 1982: Deathtrap
- 1983: Doonesbury
- 2003: The Violet Hour
- 2005: After the Night and the Music
- 2006: Rabbit Hole
- 2007: LoveMusik, Mauritius
- 2008: Come Back, Little Sheba; Top Girls, To Be or Not to Be
- 2009: The American Plan; Accent On Youth; The Royal Family
- 2010: Time Stands Still; Collected Stories; The Pitmen Painters
- 2011: Good People; Master Class; Venus in Fur
- 2012: Wit; The Columnist; An Enemy of the People
- 2013: The Other Place
- 2019: The Hight of the Storm